# Tri Bleiz Die
Tri Bleiz Die (« trois loups de Dieu ») est un groupe de punk rock breton originaire de Nantes, en Loire-Atlantique. Le groupe, formé en 1998, chante uniquement en breton, et enregistre trois albums jusqu'à sa séparation en 2006. Le groupe se produit plusieurs fois en live entre 2007 et 2016 et se reforme en 2018.

## Biographie

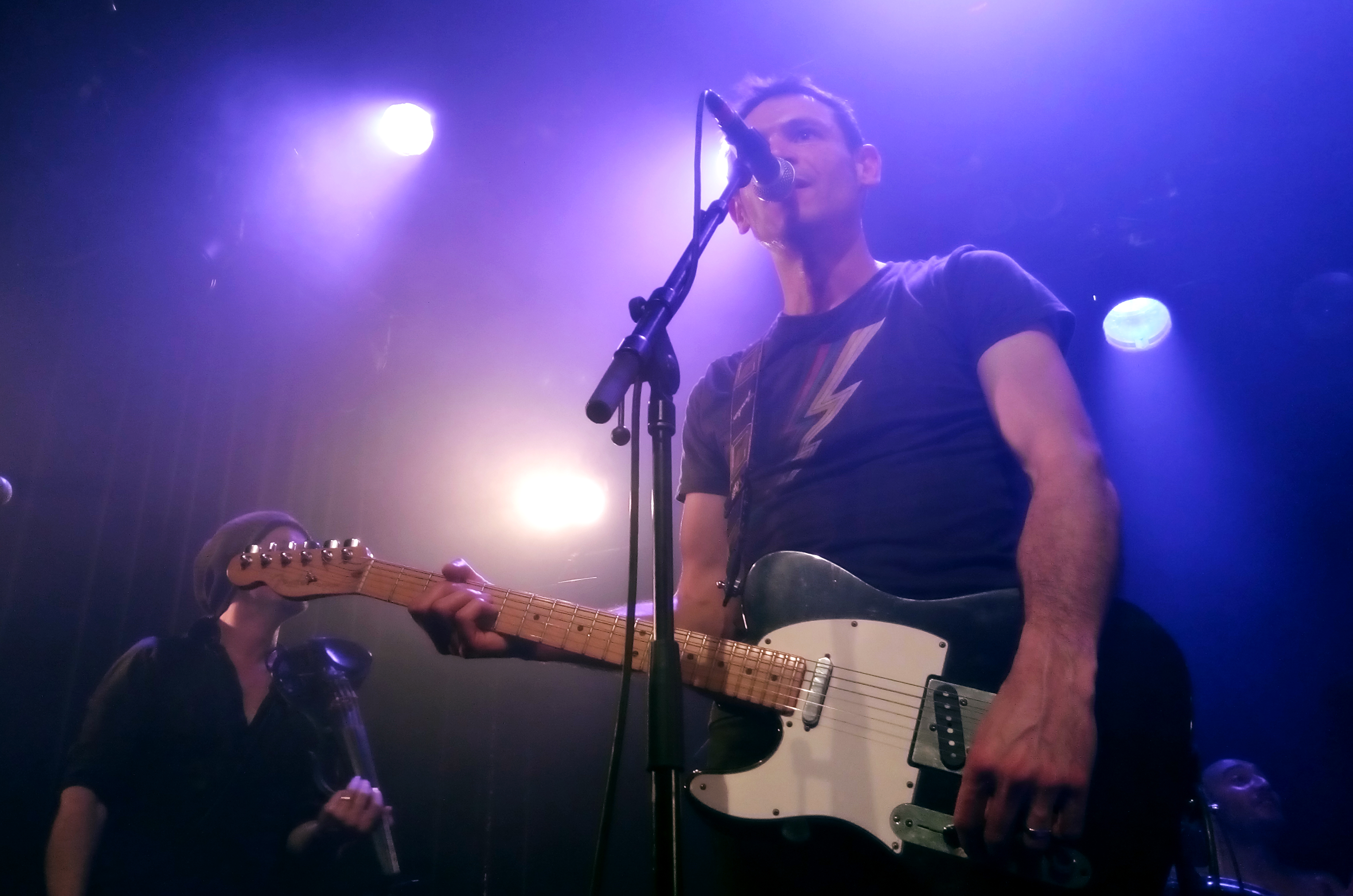
Stefan sur scène avec Tri Bleiz Die en 2016.

Alors que le rock en breton connait le succès avec le groupe nantais EV et le rock celtique avec Matmatah, Tri Bleiz Die se dirige vers l'univers punk militantiste en langue bretonne. Le groupe mélange des instruments traditionnels (bombarde, flûte, violon) avec les instruments typiques du rock (guitares électriques, basse électrique, batterie). Les cinq musiciens obtiennent leur première notoriété scénique en se produisant aux côtés du groupe EV.
Dans son premier EP auto-produit Disuj (« Insoumis »), les textes sont pour la plupart des compositions, mais pour d'autres des reprises de chants traditionnels comme la gwerz Ar Sorserez et Ar Gêr Is. La chanson éponyme Tri Bleiz Die, renommée en FCN, deviendra l’hymne du Football Club de Nantes.
En 2000, le groupe signe chez Kerig pour la sortie de l'album Dalc'homp mat ! (« Tenons-bon »), d'où est extrait la chanson Son ar stêr. La pochette, dessinée par Chester (Bérurier Noir, Ludwig Von 88), montre les membres du groupe sur un radeau dans la tourmente (référence à la couverture de Tintin Coke en stock). L'arrière du livret, dessiné par Antoine Blaudeau (bassiste de l'époque), présente une Bécassine armée d'une guitare Gibson. La chanson Aïta (« Courage ») est plusieurs fois jouée en soutien aux militants bretons, notamment lors du « festival des libertés bretonnes » en 2001.
En 2001, la composition du groupe se stabilise et sera celle qui portera le projet jusqu'en 2016 : Stefan aux chant-guitare-bombarde, Loran à la guitare et à la flûte, Gaino à la batterie, Florian au violon, Pascal à la basse. Entre 2001 et 2002 les concerts sont nombreux en France, jusqu'à Anthines (Belgique).
En 2003 paraît le deuxième album studio du groupe intitulé Arabat dekoniñ memestra et un concert est diffusé sur TV Breizh dans le cadre de l'émission Du bruit dans Landerneau. 2004 sera l'année la plus prolifique quant au nombre de concerts, dans toute la Bretagne, un passage au printemps de Bourges (Festival Off), à Paris (Le 13'53), au Festival des Fennecs, en Haute-Loire, dans le Cantal, avant un final à l'Olympic (Nantes) avec Matmatah. Fin 2004, le troisième album Milendall (« Labyrinthe ») est distribué par Avel Ouest (Coop Breizh) ; il s'ouvre par l'hymne breton Bro gozh ma zadoù revisité et finit sur le morceau éponyme de l'album Mil-hent-dall,. Le groupe rencontre à nouveau le succès en tournée et « le troisième opus est salué par la presse nationale ». Le groupe réalise des concerts solidaires, notamment pour « Les rockeurs ont du cœur », en 2004 et 2005 à Couëron, pour les écoles Diwan, mais est également programmé aux côtés de Ska-P, Luke et Deportivo (Moutiers sous Chantemerle), aux Nuits de l'Erdre, au festival Rock n'Sol...
En 2006, le groupe comptabilise 300 concerts à son actif. Le groupe se produit dans de grands festivals en Bretagne (festival interceltique de Lorient, Cornouaille Quimper, Kann Al Loar, La Dent creuse), en France et réalise des tournées à l'étranger (Belgique, République tchèque en mars 2006 dans des festivals, à Prague, Karlovy Vary),. Tri Bleiz Die se sépare le 21 octobre 2006 en donnant un dernier concert avec différents invités, notamment les Baragouineurs et Gweltaz Adeux du groupe EV, à Nantes.
Mais dès 2007, Tri Bleiz Die revient pour un concert au Run Ar Puñs (Chateaulin) avant de se produire dans la région nantaise, lors d’événements tels qu'Alien Fest au Ferrailleur (Nantes - 2009) et le Naoned Breizh Fever (Hangar à Bananes - Nantes - 2009), au Festival Megascène avec IAM (St Colomban - 2010), puis d'apparaître lors du concert de clap de fin du groupe Les Celdones à Couëron en 2012, avec qui Tri Bleiz Die a partagé de nombreuses scènes.
Tri Bleiz Die remonte sur scène le 8 janvier 2016 lors d’un concert au Ferrailleur, à Nantes, accompagné du groupe hardcore Confront et du groupe punk rock Angry Days. C'est en 2018 que le groupe se reforme avec un nouveau batteur, Maxime Lorent, Le groupe fait son retour officiel au Ferrailleur (Nantes) en mars 2019 et enchaîne quelques concerts en Bretagne, avant de se projeter dans un nouvel enregistrement studio. La période covid perturbe le projet, et Loran part vers de nouvelles aventures début 2021. Finalement, le groupe rentre en studio fin 2021 au Garage Hermétique (Rezé), là où l'album Milendall fut enregistré 16 ans plus tôt. Le premier single "Lagad An Heol" sort le 21/10/22. Il reprend un texte d'Anjela Duval, poétesse bretonne dont les œuvres complètes sont parues sous le titre "Oberenn Glok" en 2000, et ont été rééditées en 2005, à l'occasion du centième anniversaire de sa naissance. Le nouvel EP (6 titres) du groupe Tri Bleiz Die, nommé opportunément "PEVAR" sort le 09/12/2022, 20 ans après l'enregistrement d'Arabat Dekoniñ Memestra, et en version numérique uniquement.

## Membres

### Membres actuels
- Stéphane Guérois - chant, guitare, bombarde, flûte
- Florian Herry - violon, guitare
- Pascal Bossis - basse
- Maxime Lorent - batterie

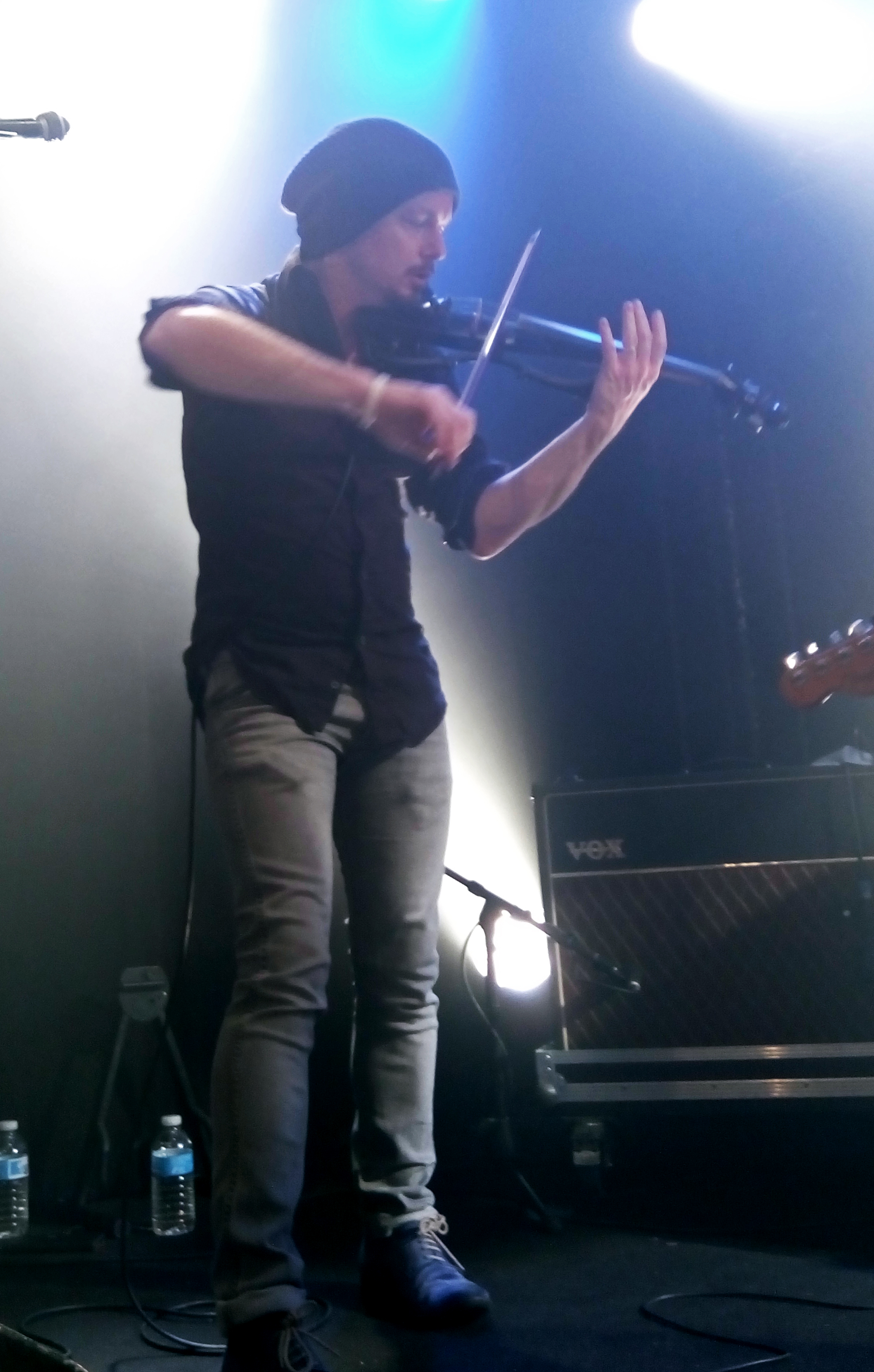
Florian (violon)

### Anciens membres
- Vivien Janneau - basse, chant (1998-1999)
- Antoine Blaudeau - basse (1999-2001)
- Gwénolé Michenaud (alias Gaino) - batterie (2001-2016)
- Patrick "Rifrap" - batterie (1998-2001)
- Loran "Loche" - guitare, flûte (1998-2021)  - Loran

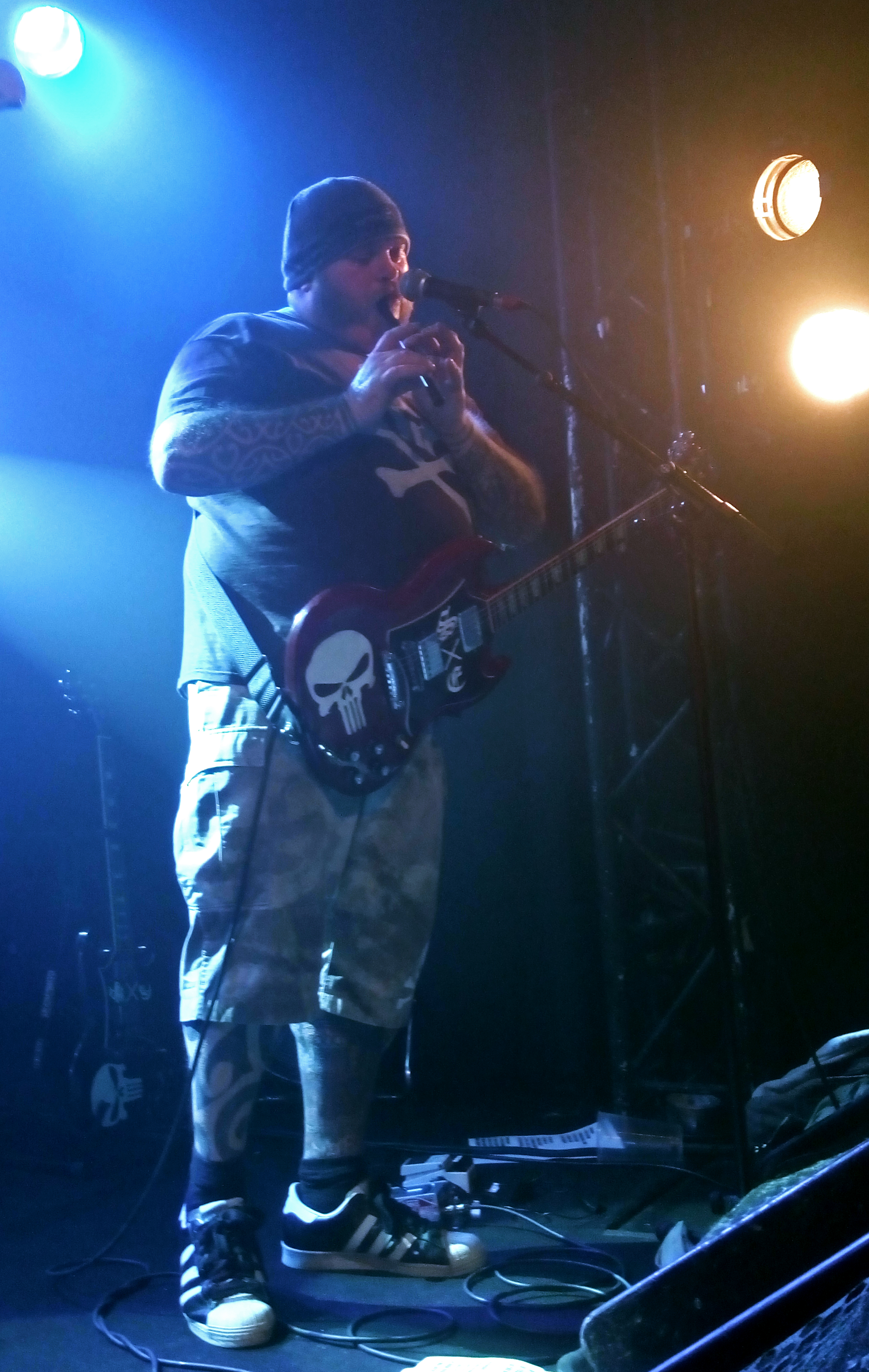
Loran
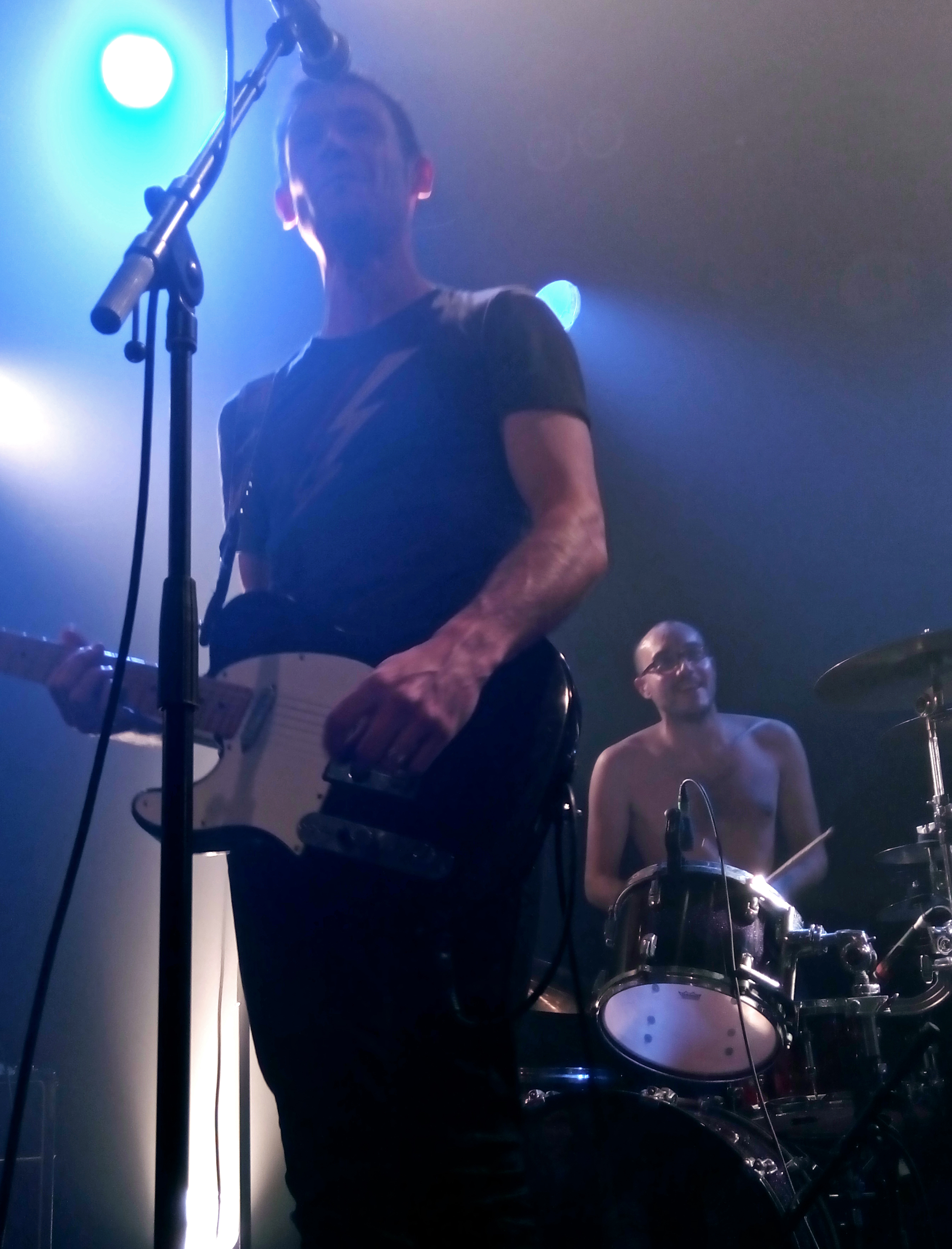
Stefan et Gaino

  - Stefan et Gaino

## Discographie

### Participations
- 2001 : Des chants pour qu'ils se retrouvent... (Skoazell Vreizh / Coop Breizh)
- 2001 : Breizh Disorder (Mass Prod)
- 2001 : Celtics Volume 3 (Ixo Publishing)
- 2005 : Rock One Vol.16 (Rock One Magazine)
- 2009 : Rock e Breizh (Mass Prod / Coop Breizh)